# Colette Besson
Colette Besson (Saint-Georges-de-Didonne, 7 de abril de 1946 — La Rochelle, 9 de agosto de 2005) foi uma atleta francesa, vencedora dos 400 metros rasos nos Jogos Olímpicos de 1968, na Cidade do México.
Antes dos Jogos, Besson era uma corredora virtualmente desconhecida e o fato de chegar à final foi uma surpresa para muitos especialistas, inclusive franceses. Durante a prova, Lillian Board, da Grã-Bretanha, favorita ao ouro, estava bem à frente das demais competidoras até os 300 metros, quando, na reta final, Bresson, saindo da quinta posição, deu uma arrancada espetacular para conquistar a medalha de ouro olímpica com 0,1 s de vantagem sobre a britânica, com 52s03, sua melhor marca pessoal, vitória que fez o presidente da França, Charles De Gaulle, chorar de emoção em Paris.
No Campeonato Europeu de Atletismo de 1969, ela esteve próxima a outra vitória internacional de prestígio, ao cruzar a fita de chegada da prova ao mesmo tempo que a compatriota Nicole Duclos, as duas abaixo do recorde mundial, com a marca de 51,7s. O exame fotográfico da chegada, porém, deu a vitória a Duclos. No revezamento 4x400 metros do mesmo torneio, Besson e Duclos fizeram novamente nova marca mundial para a prova, mas Besson, que cruzou a faixa ao mesmo tempo que a adversária britânica da Cidade do México no ano anterior, Lilian Board, acabou ficando com o mesmo tempo mas novamente em segundo, com sua equipe, pelo exame do photo finish.
Após 1969, Besson não conquistou mais nenhuma medalha em eventos internacionais. Participou dos Jogos Olímpicos de Munique, em 1972, mas não conseguiu classificação para as finais. Retirou-se do atletismo em 1977, mas continuou bastante ativa no meio atlético francês, tornando-se professora de Educação Física.
Morreu em 2005, aos 59 anos, de câncer no esôfago, após lutar dois anos contra a doença.